# Taudactylus rheophilus
Taudactylus rheophilus é uma espécie de anfíbio da família Myobatrachidae. Os adultos têm hábitos noturnos.

## Habitat
É endémica nas áreas montanhosas e úmidas do nordeste da Queensland, Austrália.
Os seus habitats naturais são: florestas subtropicais ou tropicais húmidas de baixa altitude, regiões subtropicais ou tropicais húmidas de alta altitude, rios e rios intermitentes.

## Estado de conservação
Como a maioria de outros membros do gênero Taudactylus, esta espécie declinou drasticamente e,  conseqüentemente, está considerada em perigo crítico pela IUCN. A razão para este declínio é obscura, mas provavelmente ligada à doença Chytridiomycosis. Pode também está ameaçada por perda de habitat.